# فیلیپ کترل
فیلیپ کترل (انگلیسی: Phillip Cottrell; ۵ ژوئن ۱۹۶۸ – ۱۱ دسامبر ۲۰۱۱) روزنامه‌نگار اهل نیوزیلند بود.